# All Out (organisation)
Pour les articles homonymes, voir All out.
All Out est une organisation américaine à but non lucratif de défense des droits humains des lesbiennes, gays, bisexuels, transgenres, queer/en questionnement, intersexués, asexuels/aromantiques et de tous les autres membres des communautés LGBTQIA+ au niveau international. Elle a été créée en 2010 en tant que programme de la Fondation Purpose, devenant plus tard sa propre entité juridique.
L'objectif d'All Out est de dépasser les frontières géographiques pour que les gens puissent exprimer leur solidarité aux côtés des personnes LGBTQIA+ où qu'elles se trouvent dans le monde.

## Historique
Elle a été créée en 2011, en tant que programme de la Fondation Purpose, devenant plus tard sa propre entité juridique, Purpose Action, et enfin All Out Action Fund, Inc. en 2014.

## Campagnes notables
En février 2014, All Out organise des manifestations contre les sponsors des Jeux olympiques d'hiver de Sochi dans dix-neuf villes pour exhorter les sponsors à s'exprimer avec plus de force contre la loi d'interdiction législative de la propagande homosexuelle en Russie ,,,, y compris de nombreuses manifestations contre Coca- Cola, exigeant qu'« à tout le moins, ils s'expriment, conformément à leurs propres valeurs » (faisant référence au « bon bilan en matière de droits des homosexuels » aux États-Unis).
#GayIsOk était une campagne lancée par Lush, soutenue par All Out. La campagne a permis de récolter 275 000 £ pour la communauté LGBT.
En 2015, l'ancien directeur exécutif d'All Out, Andre Banks, lance une pétition appelant Google à apporter les changements nécessaires à son outil Google Translate qui traduisait le mot « gay » en termes offensants, rassemblant plus de 52 000 signatures.
En 2012, All Out retire une pétition visant à riposter contre les groupes de boycott anti-gay qui faisaient pression sur Electronic Arts en raison de personnages gays inclus dans les titres de l'éditeur de jeux. La page a été touchée par des attaques de spam provenant de différentes adresses IP. Ce problème a ensuite été résolu en supprimant les commentaires indésirables et en mettant à jour le nombre de signatures sur la page de campagne d'All Out.
À la suite de la montée de la rhétorique et de la violence anti-gay couplée à la déclaration de zones sans LGBT en Pologne, les membres de la communauté LGBT polonaise ont déclaré qu'ils ne se sentaient pas en sécurité. Ils ont alors lancé une campagne pour contrer les attaques, quelque 10 000 personnes ayant signé une pétition peu après le lancement de la campagne,.